# Fletcher School of Law and Diplomacy
La Fletcher School of Law and Diplomacy est un département interdisciplinaire de l'université Tufts consacré exclusivement aux études supérieures orientées en relations internationales.

## Historique
La Fletcher School a été fondée en 1933, ce qui en fait la plus ancienne école d'études supérieures des États-Unis consacrée à l'étude des relations internationales. Elle est d'abord sous l'administration conjointe de l'université d'Harvard et de l'université Tufts, avant d'être placée sous la responsabilité unique de Tufts en 1935.

## Programmes
La Fletcher School propose onze programmes interdisciplinaires en relations internationales au niveau master et doctoral. Ils sont enseignés au sein des trois sections de l'école: Droit et Organisations Internationales; Diplomatie, Histoire et Politique; et Economie et Affaires Internationales.
Par ailleurs, la Fletcher School propose un Master of Arts en affaires transatlantiques conjointement avec le Collège d'Europe à Bruges et Natolin.

## Partenariats
L'université est membre de l’Université de l'Arctique. UArctic est un réseau international d’universités, d’instituts de recherche et d’organisations ayant pour but de promouvoir, coordonner et soutenir la recherche ainsi que l’éducation en régions arctiques.

## Classement
L'école est classée sixième en relations internationales, d'après le magazine Foreign Policy.